# Indian Standard Time

Meridiaan van Allahabad op 82,5° oosterlengte

De Indian Standard Time (IST) is een tijdzone die 5,5 uur voorloopt op UTC en wordt aangehouden in India. Er is geen zomer- of wintertijd.
De Indian Standard Time wordt berekend op het observatorium in Allahabad. Allahabad is gelegen op 82,5° oosterlengte gerekend vanaf de Meridiaan van Greenwich. Als gevolg hiervan is het tijdsverschil tussen Greenwich en Allahabad exact 5 uur en 30 minuten.
Vrijwel het gehele land houdt dezelfde tijdzone aan; als gevolg hiervan loopt het tijdstip van zonsopkomst en -ondergang sterk uiteen in India. Enkel de meest oostelijke staten gebruiken UTC+6 als de standaardtijd.
De tijdzones in India zijn vastgesteld in 1884, toen er nog twee tijdzones waren, de Bombaytijd en de Calcuttatijd. De IST werd in 1905 van kracht. Bombay gebruikte evenwel zijn eigen tijdzone (39 minuten achter op IST) tot in 1955.
Momenteel gebruikt India geen zomertijd.